# 科比鎮足球會
科比鎮足球會（Corby Town Football Club）是一支位於英格蘭北安普敦郡科比的職業足球會，目前於英格蘭北部超級聯賽甲組中角逐。

## 外部連結
- Official website